# 蜂鳥音樂
蜂鳥音樂有限公司（簡稱蜂鳥音樂，Hummingbird Music Limited）是香港一間獨立音樂機構，2008年成立，創辦人為张丹及Lupo Groinig。
由2010年起，每年一度舉行的網上歌唱比賽「Brand New Star」，吸引不少本地及東南亞的青年歌手及唱作人參加，每年度的冠軍有機會簽約該公司成為旗下歌手。2010年及2011年度（於2011年1月2日於香港理工大學舉行）的冠軍得主分別為Robynn Yip及Jude Tsang。
2019年3月7日晚上，G.E.M.鄧紫棋於個人社交網站發布與蜂鳥音樂解約之消息。
至目前為止，蜂鳥音樂並沒有任何旗下簽約歌手。

## 目前已解約歌手
- 鄧紫棋
- Soler （合約賠償金糾紛）
- 范安婷
- 庭竹

## 旗下歌手鄧紫棋歌曲版權爭議
- 2019年3月8日，蜂鳥音樂發表對於歌手鄧紫棋合約聲明。
- 2019年3月28日，蜂鳥音樂對於媒體上報導作出澄清貼文。
- 2021年12月13日，基於鄧紫棋與蜂鳥音樂的合約糾紛產生的訴訟，鄧紫棋向法官申請審訊時傳召一名內地律師，不過法官駁回申請。
- 2025年6月12日，鄧紫棋宣佈重錄部分舊作。同一天，收錄包括於舊公司合約時期創作的作品，例如〈睡公主〉等合共十首歌曲的新專輯《I Am Gloria》於網上串流平台上架。
- 2025年6月18日，公司發表聲明，禁止前旗下歌手鄧紫棋重製並發佈在舊公司合約時製作的部分歌曲。聲明推出四小時，鄧紫棋於社交平台拒絕把歌曲下架，並且發表法律依據，重申不會把音樂下架。

## 外部連結
- 蜂鳥音樂官方網站 （页面存档备份，存于）